# Sicyopterus brevis
Sicyopterus brevis är en fiskart som beskrevs av De Beaufort 1912. Sicyopterus brevis ingår i släktet Sicyopterus och familjen smörbultsfiskar. Inga underarter finns listade i Catalogue of Life.